# Salli Systems

Salli Systems,  (officiellement Easydoing Oy), est une entreprise finlandaise spécialisée sur l'élaboration et la fabrication de meubles ergonomiques. Le Système Salli a comme objectif de changer profondément la sédentarité afin d'éliminer les effets néfastes sur la santé causés par la station assise conventionnelle,. Un brevet international a été attribué à la société en raison de leur innovation de siège-selle Salli à fente centrale. Les produits Salli sont vendues dans presque 60 pays.

## Production
L'entreprise Salli Systems est située dans le village de Rautalampi au cœur de la région de Savonie du Nord dans la province de Finlande orientale. Les installations de production ainsi que les bureaux sont construits dans une vieille étable du manoir de Sahala qui a plus de 200 ans. Le processus de fabrication est en majeure partie manuel.

## Érgonomie des sièges-selles
Le développement de la position assise vise à gêner le moins possible les fonctions naturelles de l’organisme. Le design du siège-selle Salli contribue à une posture naturelle en position assise sans pression négative sur les tissus mous comme les organes génitaux et pelviens. La pression et les tensions causées par la position assise traditionnelle, soit l'angle de 90 degrés au niveau des genoux et des hanches, perturbent la circulation sanguine et le système lymphatique et provoquent par exemple la fatigue d'être assis, la dégénérescence des tissus, l'affaiblissement des muscles et du métabolisme, une respiration superficielle, des troubles d'érection, des problèmes de transit intestinals ainsi qu'une mauvaise irrigation du cerveau. Ce sont des maladies appelées troubles de la position assise (SD en anglais pour sitting disorders). 
Sur un siège-selle Salli, la posture devient détendue et équilibrée ce qui réduit significativement des troubles musculo-squelettiques (douleurs musculaires et osseuses).
Une recherche indépendante menée à l'Université de Kuopio (faisant actuellement partie de l'Université de l'Est de la Finlande) a vérifié que l'utilisation d'un siège-selle à fente centrale réduit la pression sur l'appareil génital, sur le bassin et sur les grands muscles des membres inférieurs .

siège-selle Salli à deux parties.

Quand on est assis sur le siège-selle Salli, l'angle formé entre le ventre et les cuisses est de 135 degrés. C'est la position où le dos connaît le moins de tension d'après une recherche canado-écossaise qui a examiné en 2006 les tensions exercées sur la colonne vertébrale dans les différentes positions assises . L'étude a été réalisée à l’hôpital Woodend, à Aberdeen en Écosse et menée par le Docteur Waseem Amir Bashir de l’hôpital universitaire d’Alberta, Canada. La position optimale a été visualisée par imagerie par résonance magnétique (IRM) auprès d'un échantillon de 20 personnes ayant un dos sain. Les colonnes vertébrales ont été prises en photo dans trois positions assises différentes. Dans toutes les positions, les chercheurs ont mesuré les angles de la colonne vertébrale, la hauteur des disques intervertébraux et leur déplacement.

## Éthique de l'entreprise
Sur les sites d'internet, Salli Systems présente ses valeurs et son comportement éthique qui couvrent tous ses principes de responsabilité économique, sociale et environnementale. L'entreprise suivit le principe de développement durable et vise à compenser toutes ses émissions de dioxyde de carbone. Salli Systems incite à adopter un style de vie actif et de saines habitudes alimentaires aussi bien que valoriser l'activité physique au travail. 

### Articles annexes
- siège-selle
- sédentarité
- position assise
- ergonomie
- rautalampi